# Ján Baltazár Magin

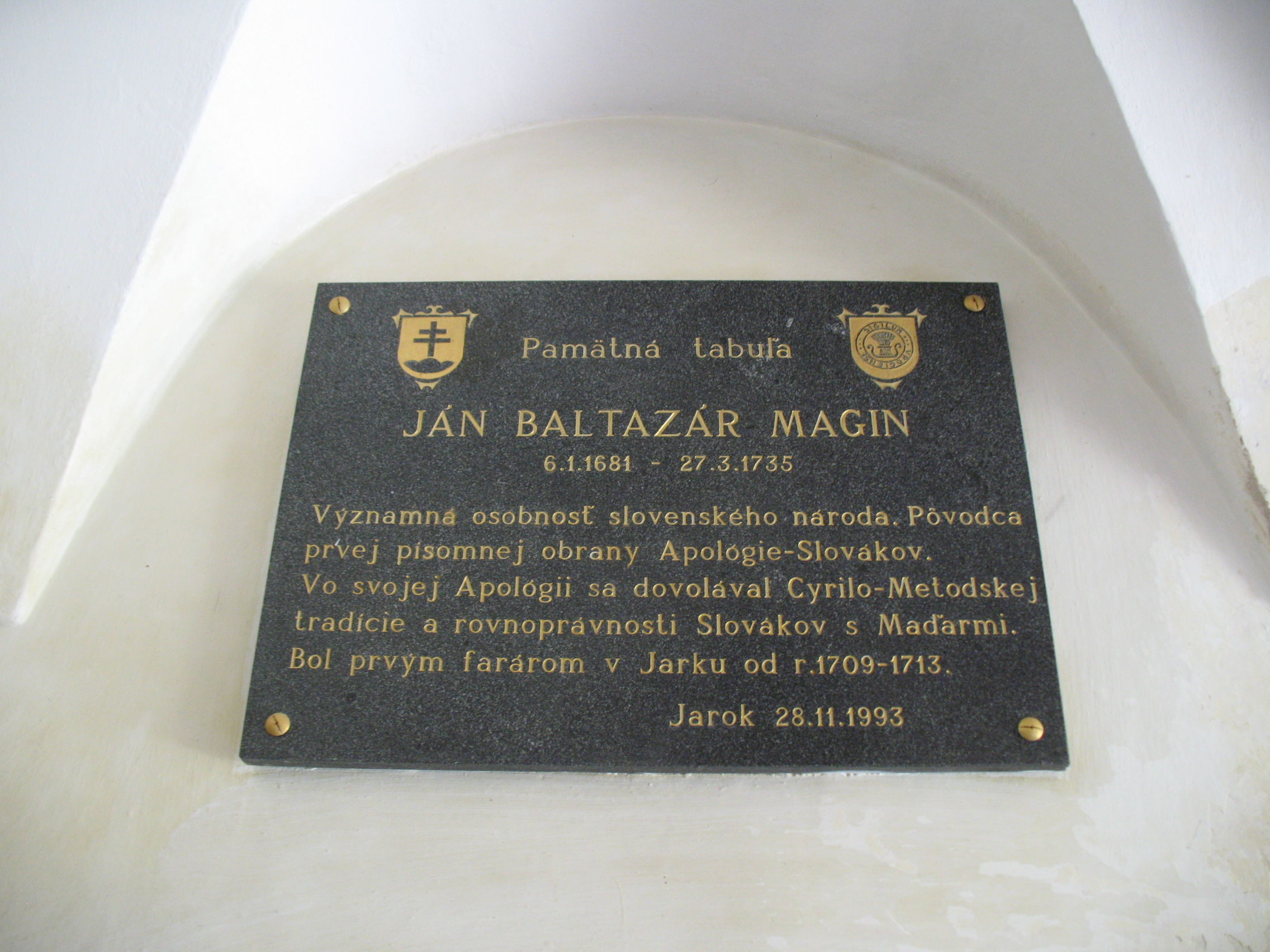
Emléktáblája Üregen

Ján Baltazár Magin, magyarosan Magin János (Verbó, 1681. január 6. – Máriatölgyes, 1735. március 7.) római katolikus plébános és tiszteletbeli kanonok.

## Élete
1709-ben üregi, 1712-ban kaszai plébános. 1718-ban javadalmáról leköszönvén, a Jézus társaságába lépett, de ezt nemsokára elhagyta és 1719-ben dubnici plébános, 1731-ben pedig tiszteletbeli nyitrai kanonok lett.

## Műve
- Murices, nobilissimae et novissimae diaetae Posoniensis scriptori sparsae. Puchovii, 1728. (Névtelenül. Bencsik Mihály ellen írt munka).